# Geispitzen
Geispitzen település Franciaországban, Haut-Rhin megyében. Lakosainak száma 512 fő (2022. január 1.). Geispitzen Schlierbach, Kembs, Sierentz, Waltenheim és Kœtzingue községekkel határos.

## Népesség
A település népességének változása:
| Lakosok száma | 431  | 442  | 456  | 449  | 461  | 502  | 505  | 509  | 512  |
|               | 2013 | 2015 | 2016 | 2017 | 2018 | 2019 | 2020 | 2021 | 2022 |